# Parque natural de la Puebla de San Miguel
El Parque Natural de la Puebla de San Miguel (en valenciano Parc Natural de la Pobla de Sant Miquel) es un espacio natural protegido español situado en el municipio de Puebla de San Miguel, perteneciente a la provincia de Valencia, en la Comunidad Valenciana.
Fue declarado parque natural el 25 de mayo de 2007, y se asienta en la parte más abrupta de la comarca del Rincón de Ademuz, un exclave ubicado entre las provincias de Cuenca y Teruel, sobre las estribaciones occidentales de la sierra de Javalambre. El área del parque se corresponde prácticamente con la totalidad del término municipal de Puebla de San Miguel. Dentro de sus 6390 ha de superficie se encuentran ecosistemas muy particulares, como sabinares de sabina albar, carrascales y la mayor población de tejos de la provincia de Valencia.

## Geografía

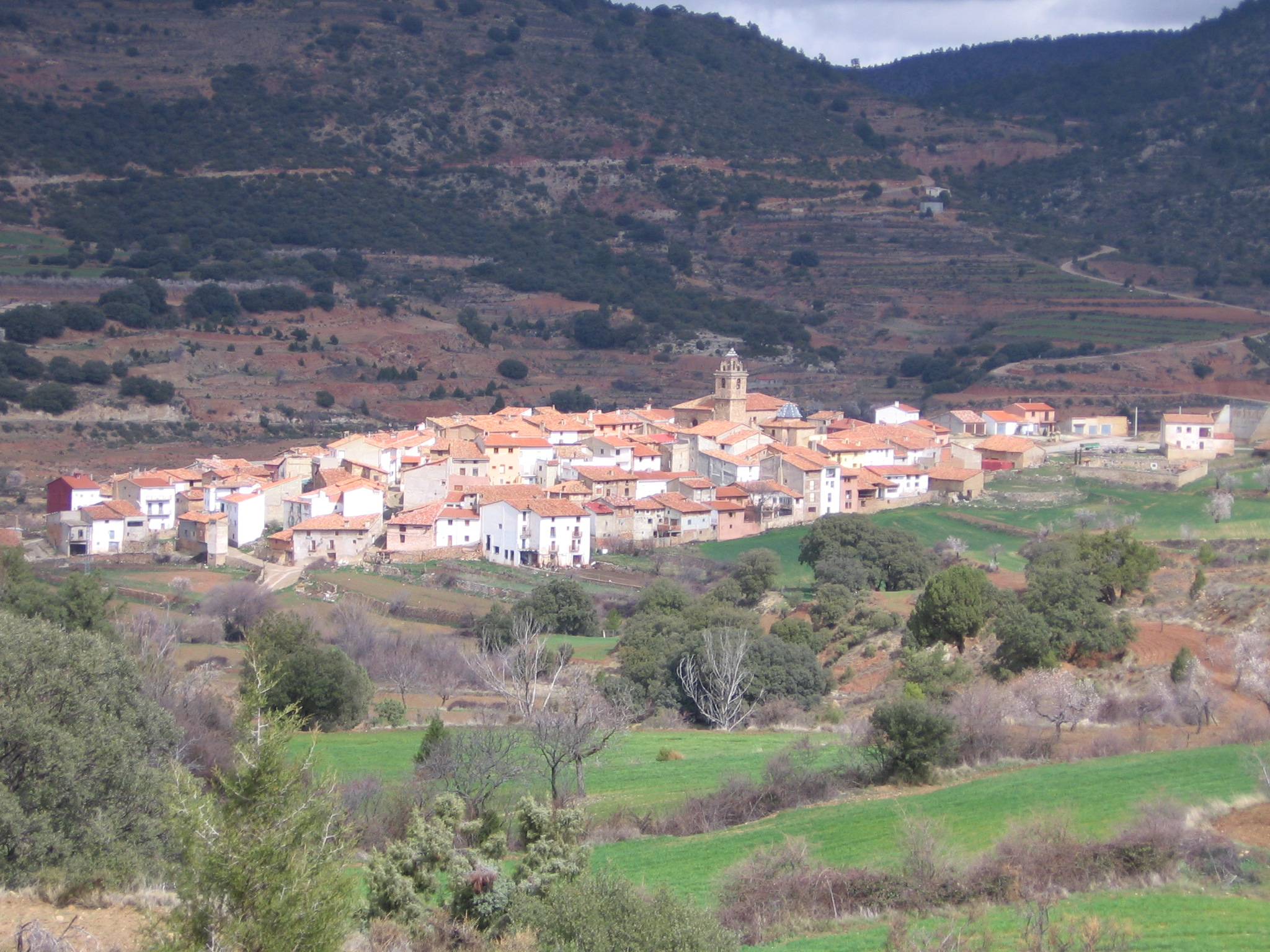
La Puebla de San Miguel

Más de un tercio de la superficie del parque supera los 1400 metros de altitud, configurando un paisaje con pendientes pronunciadas y la práctica inexistencia de espacios llanos. La máxima altura se sitúa en el Alto de las Barracas que con sus 1839 metros representa la cumbre de la Comunidad Valenciana. El alto grado de conservación de estos ecosistemas está debido principalmente a la baja presión antrópica.

## Fauna

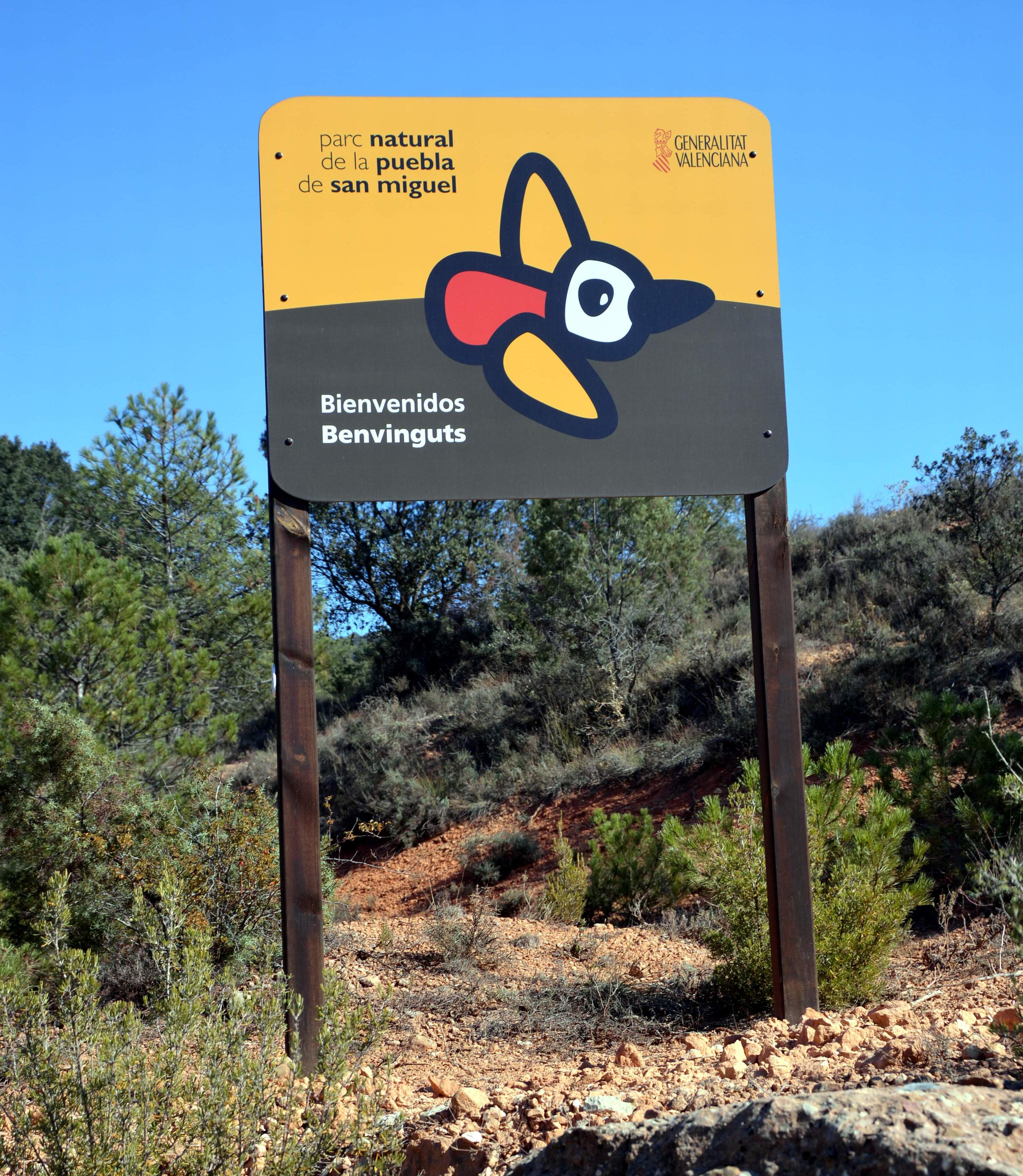
Cartel del parque junto a la CV-363

Hay una gran número de aves rapaces como el águila calzada (Hieraaetus pennatus), el águila real (Aquila heliaca), la lechuza (Tyto alba), el águila culebrera (Circaetus gallicus), el milano (Milvus migrans), entre otras.
Entre los mamíferos destacan la cabra montés (Capra pyrenaica), el corzo (Capreolus capreolus), el ciervo (Cervus elaphus), el jabalí (Sus scrofa), la garduña (Martes foina) y el gato montés (Felis silvestris).
Entre los reptiles la víbora (Vipera latastei), varias especies de culebra y el lagarto ocelado (Timon lepidus).
Amplia representación de anfibios y de insectos, entre los que destacan las mariposas Graellsia isabelae y Parnassius apollo.

## Flora
Hay que destacar la presencia en determinadas áreas del parque natural de la carrasca (Quercus rotundifolia) y el quejigo (Quercus faginea). Las formaciones vegetales más emblemáticas del parque son las que forma la sabina albar (Juniperus thurifera) junto al tejo (Taxus baccata) y más freuentemente con el pino albar o silvestre (Pinus sylvestris) y el pino negral (Pinus nigra). En las zonas orientales del parque, especialmente en el paraje denominado Barranco del Saladillo aparece el paisaje llamado "piel de leopardo" formado principalmente por especies rastreras como la sabina chaparra (Juniperus sabina), la coscoja (Quercus coccifera), la aliaga (Genista hispanica),  el romero (Salvia rosmarinus) y gran cantidad de especies endémicas y aromáticas. También hay endemismos como el mostajo, el tomillo terrero (Thymus godayanus), el pudio (Rhamnus frangula) y el sello de Salomón (Polygonatum). Existen Existen 7 microrreservas de flora, Barranco del Saladillo, Alto de Las Barracas, Pino Vicente Tortajada, Barranco Jorge, Las Blancas, Barranco de la Hoz y Barranco Jiménez.

## Cultura

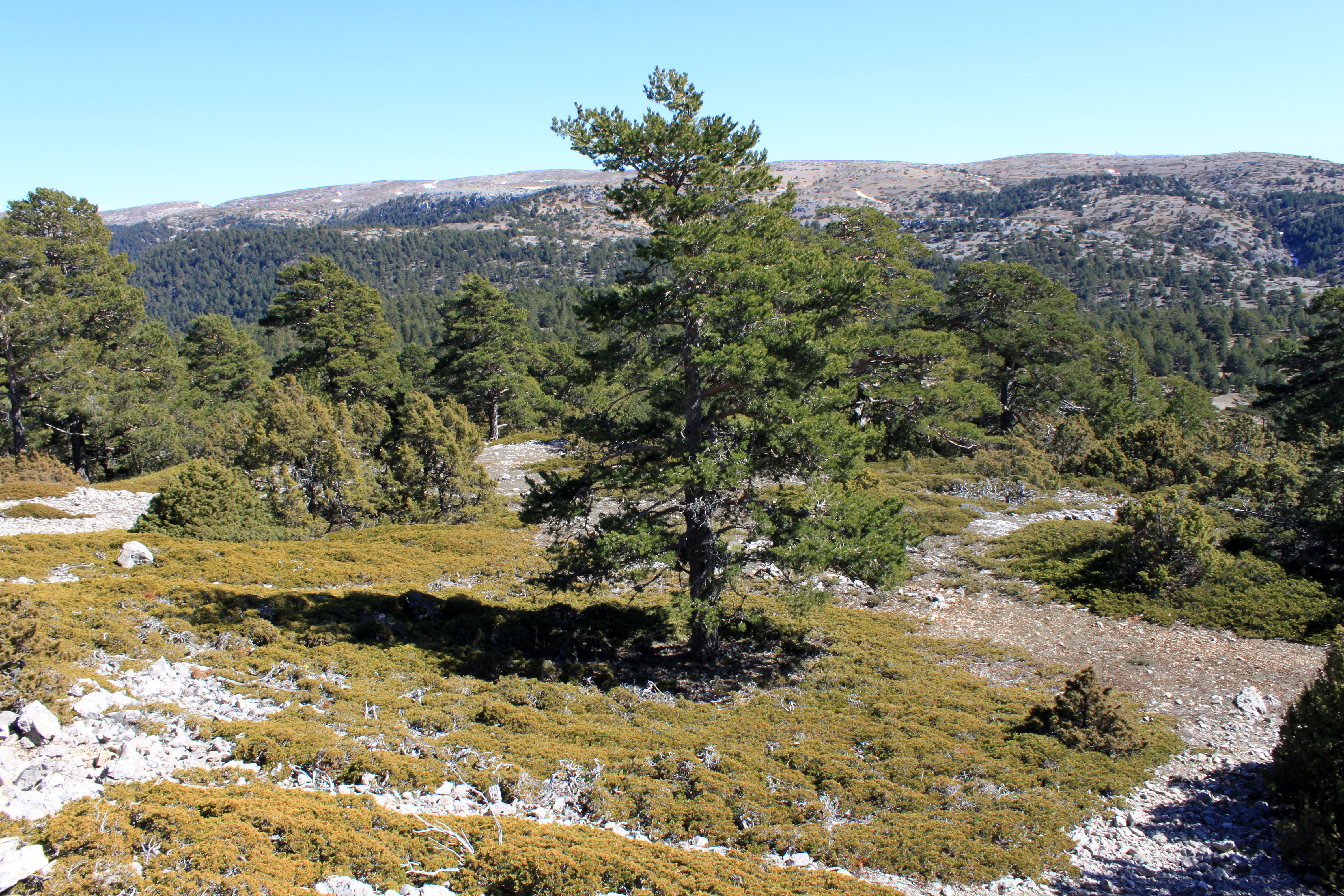
Alto de las Barracas

La localidad de Puebla de San Miguel posee un museo etnográfico, y en la entrada de pueblo, procedentes de Ademuz, hay una ermita dedicada a San Roque y otra a la salida, en dirección Losilla de Aras, que se halla bajo la advocación de la Inmaculada Concepción, popularmente conocida como la Purísima.
Se conserva un horno de tejas, así como restos de hornos de pez y de yeso.
Los corrales tradicionales diseminados por todo el término son interesantes por los materiales de construcción.
Existen abundantes restos paleontológicos, entre ellos de dinosaurios y especies marinas del cretácico.

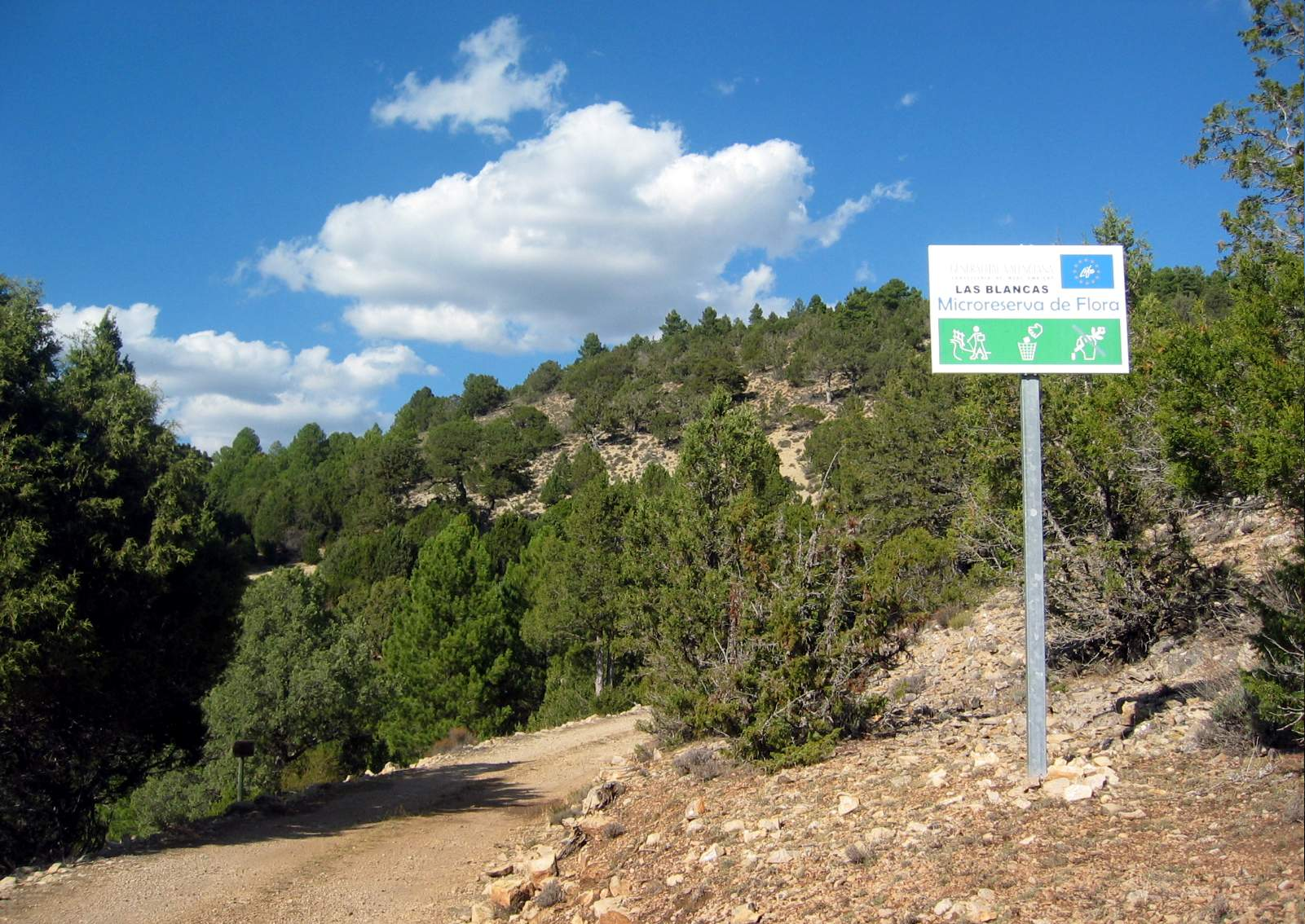
Sabinar de las Blancas

## Lugares de interés
Dentro del parque natural se encuentra el Alto de Las Barracas, también llamado Cerro Calderón, que con 1837 metros es el pico de máxima altura de la Comunidad valenciana y el Pico Gavilán de 1747 metros. Uno de los lugares de mayor interés del parque es el mirador de "Mirar Bueno", desde donde contemplar uno de los paisajes más espectaculares de la comarca. Es de notable interés el paraje denominado Sabinar de las Blancas, zona declarada Microrreserva de Flora donde se hallan unas sabinas centenarias. Destaca también el pino albar centenario denominado Pino Vicente Tortajada de 14,5 metros de altura y un diámetro de tronco de 3,9 metros, y la Ruta Geológica, ubicada en el extremo septentrional del parque natural, aprovechando los desmontes de las minas de caolín que hubo en el lugar.

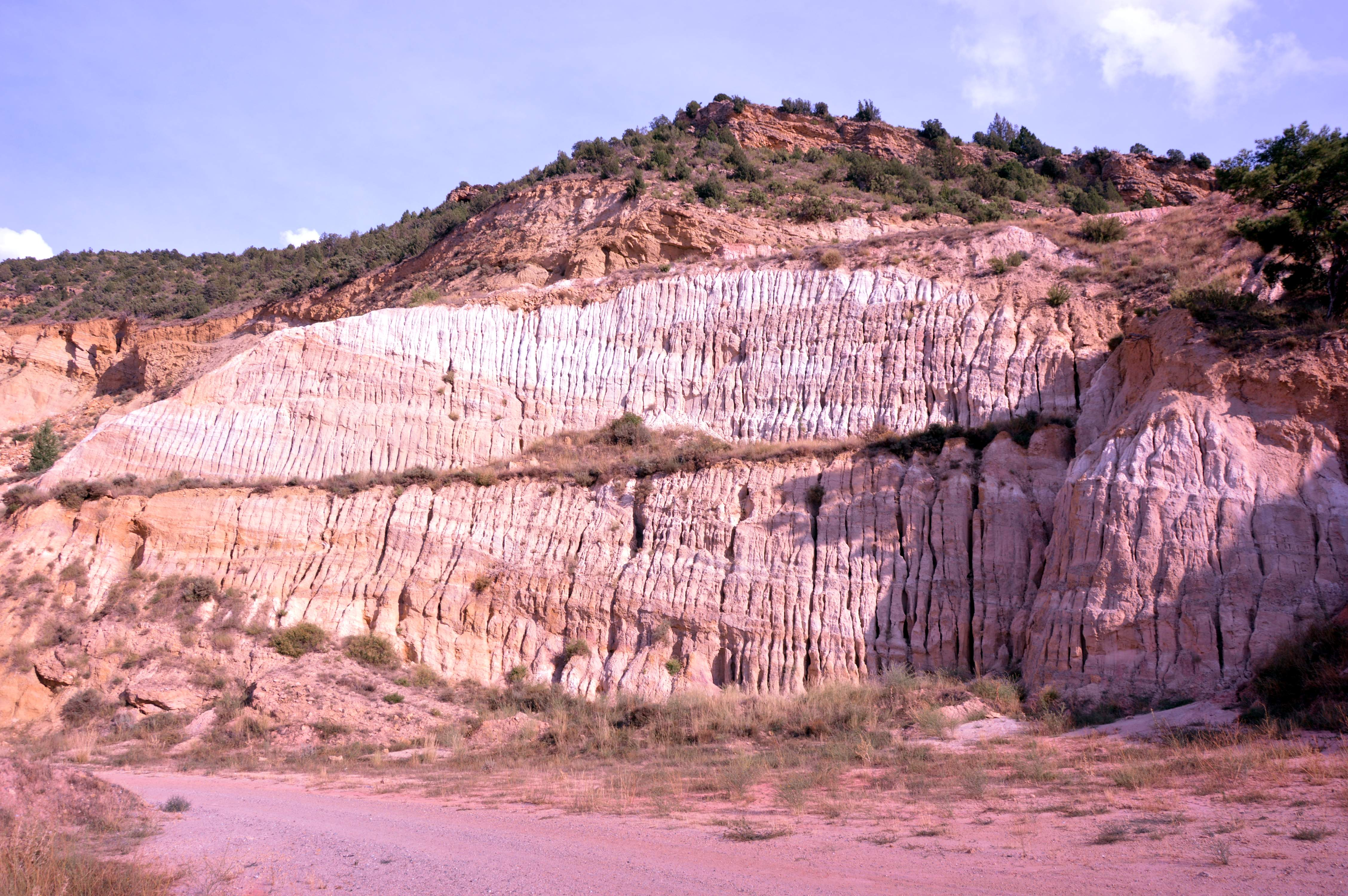
Una de las minas de la ruta geológica por el parque